# شارع 40 (مسلسل)
شارع أربعين مسلسل تلفزيوني درامي عراقي، من إنتاج عام 2002

## قصة المسلسل
المسلسل دراما اجتماعية، مأخوذة عن قصة حقيقية سيناريو د. سلام حربة واخراج كارلوهارتيون، وشارع 40 هو أحد شوارع مدينة الحلة العراقية
 تدور قصة العمل حول العلاقات الزوجية والأسرية في العراق والمشكلات التي تواجه المواطن العراقي

## أبطال العمل
- سعدية الزيدي
- عبد الستار البصري ( نادر)
- خليل الرفاعي
- سامي قفطان
- سلمى سالم ( عفاف)
- حاتم سلمان
- سهى سالم
- خالد علي
- غانم حميد
- كنعان علي(عماد)
- د.محمد حسين حبيب
- سوسن شكري
- هند طالب (مها)
- طه علوان
- ستار خضير
- مازن محمد
- بتول عزيز
- عزيز عبد الصاحب
- شكري العقيدي
- وفاء حسين
- فوزيه حسن
- فارس عجام
- عبدالاله كمال
- محمد كمر
- زهرة الربيعي
- كارلو هارتيون
- محسن الجيلاوي، طلال هادي، فضلي الجبوري، سعد عزيز، عماد الصافي، فاطمة صلاح، طارق شاكر، قاسم السيد، كاظم القريشي، أمل بغدادي، غازي القيسي، تيسير أحمد، وجدان الأديب، بشرى إسماعيل، رانيا أحمد، مراد كارلو، وليد حسن، مهدي عبد الصاحب، مصطفى الشمري، فاضل شاكر، سلام حربه، أمير علي، علي الحسني، عبد الجليل علي، عبد الله الناصر، هادي البدري، شهاب أحمد، حكمت القيسي، حسين البصري، جواد مطشر، مصطفى النعمان، فتحي غانم، ظاهر الإمام.